# Malali, Kundgol
Malali là một làng thuộc tehsil Kundgol, huyện Dharwad, bang Karnataka, Ấn Độ.